# Regne d'Ijebu
Ijebu (també conegut com a Jebu o Geebu) fou un regne ioruba a la Nigèria pré-colonial, que va ser format entorn del segle xv. Segons la llegenda, la seva dinastia va ser fundada per Obanta d'Ile Ife, que va rebre l'ordre de l'Oba de Benin per a establir el regne. Estudiosos moderns també van identificar la influència de l'Imperi Benin en l'art de la tall i ritual d'Ijebu. Hi ha una altra teoria: que el Obanta va emigrar des del Wadai, part de l'actual Sudan i Txad. Ijebu és avui dia un regne tradicional del qual el 1937 es va separar una part (Ijebu-Remo) sota els seus propis governants (títol "akarigbo") vassalls d'Ijebu.

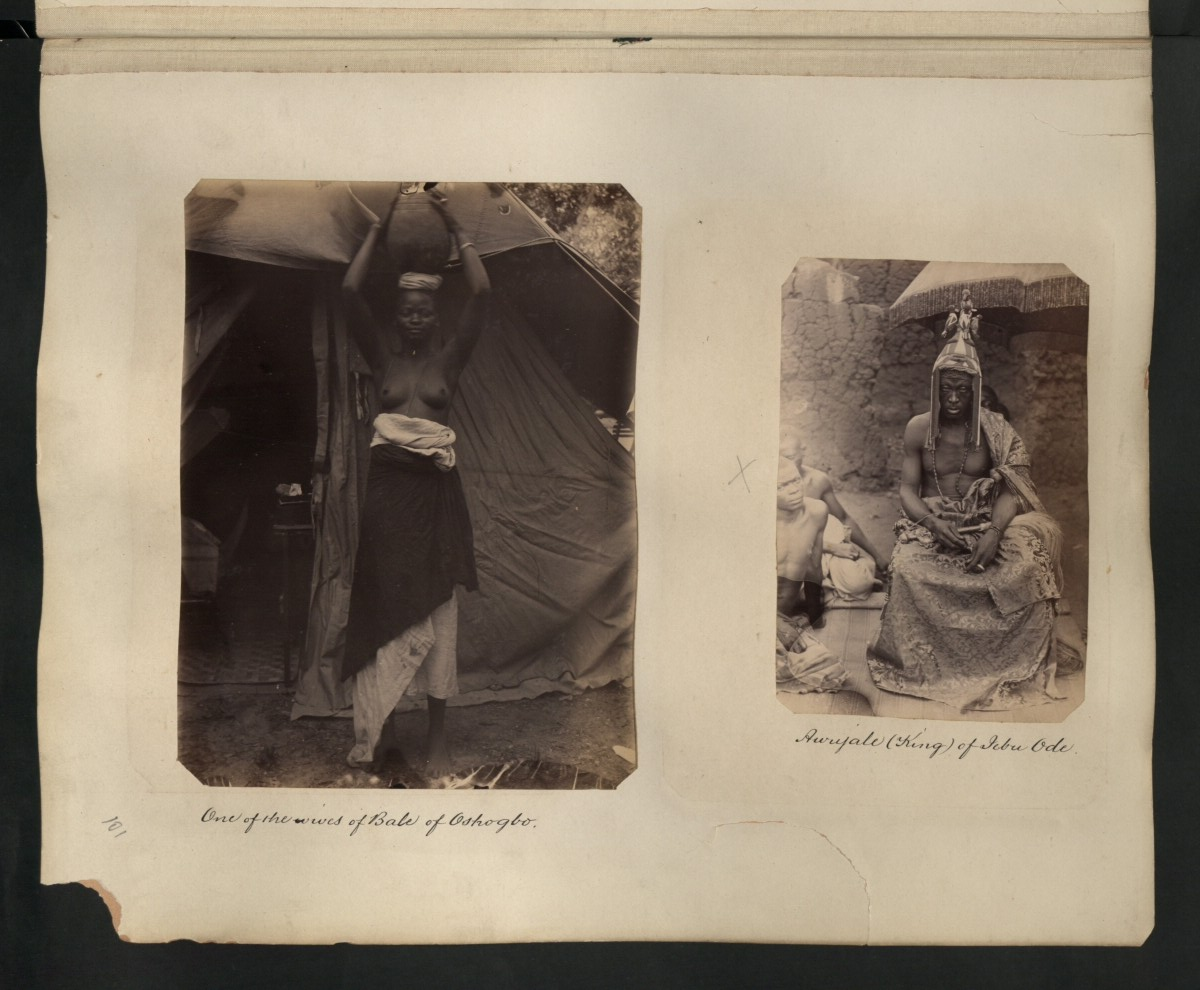
El Rei d'Ijebu (a la dreta)

## El regne
El regne va ser un dels més desenvolupats de la regió, amb un govern complex i altament organitzat. La capital era Ijebu Ode, on el awujale tenia el seu palau. Contrabalançant el awujale hi havia el osugbo (conegut com el ogboni en altres parts de Nigèria), un consell de tots els homes nascuts lliures que actuaven com a tribunal del regne. L'osugbo va ser dividit en sis grups amb base a la classificació, sent el major el iwarefa, el cap del qual era l'oliwa que va ser la segona figura més poderosa de l'estat. També poderós era l'olisa que podria ser descrit com l'alcalde d' Ijebu Ode. Com moltes societats africanes, Ijebu també va ser dividida en tres jerarquies per edat i aquests grups cada un tenia els seus propis líders. El regne estava compost de diverses ciutats i s'estenia fins a parts de l'estat de Lagos i les fronteres de l'estat d'Ondo. Aquestes ciutats incloïen Ijebu-Rem, Ijebu-Igbo, Ikorodu, Epe, Ijebu Waterside, Iwopin, Lekki a Lagos, Ijebu-Imushin, Ijebu-Ife, Odogbolu i Ago-Iwoye. Era un dels regnes més grans de la regió, només superat per Oyo. Al sud-oest arribava fins a la rodalia de Lagos i a l'est travessava el riu Shasha fins al Oni; a l'oest tenia el país egba, a l'est Ondo, al nord Oyo i al nord-est Ife. La superfície era d'uns 6500 km² amb molts boscos però un sol poc ric; al sud limitava amb una llacuna interior rica en peix.

## Història
Els portuguesos van estar al regne el 1553 i hi comerciaven igual que els holandesos vers el 1620, però després les notícies a Europa desapareixen.
L'estat va augment el seu poder en els segles xviii i xix, principalment a causa de la seva posició important en les rutes de comerç entre Lagos i Ibadan. El regne va imposar límits clars sobre el comerç insistint que tot el comerç amb la regió fos conduït per comerciants d'Ijebu. El monopoli va portar gran riquesa per al regne, però també irritava als europeus.
El 25 de febrer de 1852 va signar un tractat amb la Gran Bretanya que posava fi al tràfic d'esclaus. Malgrat de la seva riquesa, el regne va caure en un conflicte intern a la fi del segle xix. El regne mai va tenir un fort exèrcit i per molt de temps va estar forçat a dependre de mercenaris. Aquests estrangers van desestabilitzar encara més l'estat. Posteriorment el awujale (rei) es va mostrar descontent amb el tractat i rebutjava la presència d'europeus al seu regne. El 1855 el cònsol del Golf de Benín (amd seu a Lagos), Campbell, va poder intercanviar missatges amb el rei a través dels missioners Inderer i Irving que van visitar la província d'Ijebu Remo, la més accessible i aconseguir una entrevista amb el mateix rei a la capital Ijebu Ode el 1859 que va obrir el camí per la visita de tres missioners metodistes més endavant acompanyats d'un comerciant lagosià, J. M. Turner, emparentat al rei d'Ijebu (l'agost de 1861, tot i així Ijebu va seguir sent hostil a la presència d'europeus).
El 1892, els britànics van atacar Ijebu en resposta les seves barreres al comerç. Els britànics van ser triomfar fàcilment i van ocupar la capital, cremant el local de reunions del osugbo. L'exèrcit britànic emprava armes Maxim, d'acord amb el soldat aventurer Frederick Lugard, després governador de Nigèria del Nord; al defensar-se contra les acusacions de taxes de mortalitat excessives a Uganda a partir de seu propi ús de l'arma, ell va declarar: "En la Costa Oest, en la guerra 'Jebu', realitzada pel govern, se'm va dir que "diversos milers" van ser morts per les Maxim".
Durant diversos anys, la capital va ser ocupada per tropes britàniques i el regne va ser annexat breument al protectorat de la Costa del Níger que el 1900 va esdevenir la colònia de la Nigèria Britànica (Nigèria del Sud). Avui, constitueix un dels estats tradicionals de Nigèria.
El regne d'Ijebu fou governat per un rei i el seu grup d'ancians, que generalment eren homes d'un estatus més elevat i de gran influència. El consell governava la regió i tenia representants en altres consells descentralitzats que ja tenien menys poder. Des de la invasió de Luggard aquests consells van continuar a atendre i aconsellar l'obanta, però el seu poder no obstant això, és en gran part cerimonial des de l'establiment del domini britànic. Els ancians van ser designats per a representar els diversos llogarets i els desitjos del poble i ara no són una part tan important en el procés cerimonial. A tots els ancians els van ser donats títols individuals i al més vell li fou donat el títol de príncep, encara que mai podria heretar el tron, excepte en circumstàncies especials. La creença tradicional va ser semblant a la dels xinesos del mandat del Cel.

## Reis (títol Awujale)
- 1692 - 1702 Mekun
- 1702 - 1710 Gbodogi
- 1710 - 1730 Ojigi Amoyegeso
- 1730 Obaliyewe Arojofaye
- 1730 - 1735 Moyegeso Olope
- 1735 - 1745 Ojora
- 1745 - 1749 Fesojoye
- 1749 - 1750 Geje (f)
- 1750 - 1755 Saponuwa Rubakoya
- 1755 - 1758 Orodudujoye
- 1758 - 1760 Tewogbuwa
- 1760 - 1790 Gbelebuwa I
- 1790 - 1820 Fusengbuwa
- 1820 - 1821 Setejoye
- 1821 - 1850 Fugbajoye Anikilaya Aboogunsa
- 1850 - 1883 Ademuyewo Afioipotemole
- 1883 - 1886 Regency
- 1886 - 1895 Adesinbo Tunwase
- 1895 - 1906 Adeleke Ogbagba I
- 1906 - 1916 Adeona Fusigboye
- 1916 Ademolu Fesogbade (primera vegada)
- 1916 - 1917 Eleruja Adekoya
- 1917 - 1925 Ademolu Fesogbade (segona vegada)
- 1925 - 1929 Theophilus Adenuga Folagbade
- 1929 - 1933 Ali Ogunaike Fibiwoga
- 1933 - 1959 Daniel Adesanya Gbelebuwa II
- 1960 - Sikiru Adetonwa Ogbagba II